# فضل الرحمان (بازیکن هاکی روی چمن)
فضل الرحمان (انگلیسی: Fazalur Rehman؛ زادهٔ ۱۵ مارس ۱۹۴۱) بازیکن هاکی روی چمن اهل پاکستان بود.